# Deutschbund
Der Deutschbund war eine der ersten Organisationen der völkischen Bewegung, die sich im Deutschen Kaiserreich herausbildeten. Er war rassistisch und antisemitisch.

## Geschichte
Der Deutschbund wurde 1894 vom Journalisten Friedrich Lange in Berlin gegründet und war von Beginn an entschieden rassistisch, antisemitisch und antisozialdemokratisch eingestellt. Dank seiner behördlich anmutenden Struktur, seiner finanziellen Ressourcen und einflussreichen Mitglieder bildeten sich in zahlreichen Städten und Regionen des Deutschen Kaiserreiches sogenannte Deutschbund-Gemeinden, deren Mitgliedszahl bis zum Ersten Weltkrieg auf etwa 1.500 anwuchs. Mitte der 1920er-Jahre betrug die Mitgliederzahl des Bundes bereits 3.200, womit er eine der stärksten völkischen Organisationen der Weimarer Republik war.
Der 1913 publizierte „Rassenarbeitsplan“ des Deutschbunds formulierte völkische Rassenhygiene, d. h. wie „Bevölkerungspolitik und Züchtungspolitik … nach den Lehren der Rassenpflege“ zu betreiben sind:

„Auf der einen Seite ist die Ausmerzung der Minderwertigen anzustreben: Ausschluß der Geistes- und Nervenkranken, Geschlechtskranken usw. von der Nachzucht, ärztliches Zeugnis bei der Verehelichung. Auf der anderen Seite ist die Fortpflanzung der tüchtigen und edlen Volksbestandteile zu begünstigen …, aber auch der schon sehr bedrohlichen Abnahme der Volksvermehrung überhaupt entgegenzuwirken: stärkere Steuernachlässe für kinderreiche Familien, eine Wehrsteuer für Militärfreie, Besteuerung der Junggesellen, Säuglings- und Mutterschutz, Stillprämien und dergleichen … Errichtung einer Teutstiftung zur Unterstützung rassisch wertvoller Nachkommenschaft …Die Gattenwahl (erfolge) nach der rassischen Tüchtigkeit, … ein Ehetüchtigkeitszeugnis (ist zur Heirat vorzulegen);… daß die kinderreiche Mutter in der öffentlichen Meinung wieder den ihr gebührenden Ehrenplatz erhält.“

Dementsprechend bereitete der Bund 1913 als Teil des Rassenarbeitsplans eine „Rassestatistik“ seiner Mitglieder und von deren Familienangehörigen vor; das Vorhaben wurde durch den Kriegsausbruch verschoben. Es beruhte auf Vorarbeiten von Otto Ammon, der, offenbar mit Zustimmung der Regierung, schon 1893 massenhaft junge Wehrpflichtige in Baden rassisch „bewertet“ hatte.
Die Mitglieder (genannt „Brüder“) der Deutschbund-Gemeinden entstammten vielfach protestantisch-konservativen Honoratiorenkreisen. Die Gemeinden agierten als verschwörerische Zirkel, die Mitglieder empfanden sich als rassische Elite und strebten eine Vertiefung des „Deutschtums“ in politischer, religiöser, sozialer, wirtschaftlicher und kultureller Hinsicht an. Das elitäre Selbstverständnis des Bundes begründete auch seinen Anspruch, den „Generalstab“ und die „Kriegsakademie“ zu bilden, welche Offiziere für die völkischen Massenorganisationen liefern sollte.
Der Aufnahmeantrag des Bundes enthielt einen Absatz, der die Aufnahme an die arische Abstammung knüpfte – Vorstufe des späteren Ariernachweises. Vor Ort führten die Deutschbund-Mitglieder ein Stammverzeichnis, in dem die Abstammung bekannter „Arier“ und „Nichtarier“ des Ortes aufgeführt war. Einer Vollmitgliedschaft im Deutschbund ging eine einjährige Probezeit voraus.
Trotz zahlreicher Krisen behauptete der Bund auch nach dem Ersten Weltkrieg seine Führungsposition in der völkischen Bewegung. Besonderen Anteil daran hatte der Jurist und thüringische Ministerialrat Max Robert Gerstenhauer (1873–1940), von 1921 bis zu seinem Tode Bundesgroßmeister. Ihm ist auch die frühe Annäherung an die NSDAP zuzuschreiben, zu der er bereits Mitte der 1920er-Jahre persönliche enge Kontakte knüpfte. 1930 trat die Führung des Deutschbundes geschlossen in die Partei ein, die Mitglieder wurden zur uneingeschränkten Zusammenarbeit mit der NSDAP verpflichtet. Das Oberste Parteigericht der NSDAP erkannte auch aufgrund dessen am 25. April 1934 den Deutschbund als älteste völkische Vereinigung an und erlaubte Parteimitgliedern die Doppelmitgliedschaft.
Der Bund hielt ein Mitteilungsblatt, die „Deutschbund-Blätter“, und war Herausgeber zahlreicher völkischer Werke. Mit dem Armanen-Verlag in Leipzig bestanden Beziehungen, er publizierte u. a. eine 40-Jahres-Gedenkschrift, deren geringer Umfang zugleich auf die relative Bedeutungslosigkeit des Vereins zu Beginn der NS-Regierungszeit hindeutet. 1945 wurde der Deutschbund von den Alliierten verboten.

## Organisatorische Gliederung
Die Spitze des Bundes bildete die Bundesleitung mit Bundesgroßmeister, Bundeswart, Bundeskanzler und Bundeskammer. Als Untergliederungen bestanden von Gaukanzlern geleitete Gaue sowie lokale Deutschbund-Gemeinden unter der Leitung von „Deutschmeistern“.

## Aktivisten
- Adolf Bartels
- Heinrich Blume
- Arthur Boehm-Tettelbach
- Heinrich Claß
- Peter Craemer
- Paul Förster
- Theodor Fritsch
- Max Robert Gerstenhauer
- Friedrich Lange
- Paul Langhans
- Wilhelm Teudt
- Franz Winterstein

## Publikationen des Bundes (Auswahl)
- Aus deutschem Herzen. Lyrische und halbepische Dichtungen, ausgewählt vom Deutschbund. Soltau’s Verlag, Norden 1898
- Deutschbund-Blätter. Vertrauliche Mitteilungen für unsere Mitglieder. Deutschbund, Melsungen oder Berlin 1901–1943
- Deutsche Lieder, ausgewählt vom Deutschbund. Deutschbund, Berlin 1908
- Deutscher Volkswart. Monatsschrift für volksdeutsche Erziehung. Leipzig 1913–1927
- Deutsches Liederbuch. 502 Vaterlands-, Kriegs-, Volks- und Wanderlieder. Verlag der Kanzlei des Deutschbundes, Gotha 1916 (10. Aufl.)
- Was ist und was will der Deutschbund? J. Schmidt, Friedrichroda o. J. (um 1918)
- M. R. Gerstenhauer: Rassenlehre und Rassenpflege. Deutschbund (Hrsg.), Sis Verlag, Zeitz 1920[8]
  - Stammrolle des Deutschbundes. Bernecker, Melsungen 1926
  - Arbeitsplan in der Rassenfrage. Hrsg. Deutschbund, Melsungen 1931
  - Teutblätter zur Förderung Deutscher Familien und Sippen. Die Ahnentafel des Deutschbundes. Teutblätter, 1, 1932; Beilage zu Deutschbundblätter, 1932[9]
- Was wir wollen. [Wer wir sind; Was wir tun]. Deutschbund, Melsungen 1931
- Deutschbund-Mitteilungsblatt. Für wesensdeutsche Geistespflege. Deutschbund, Berlin 1931 bis 1940
- Deutschbund-Nachrichten. Mitteilungen für unsere Mitglieder. Bernecker, Melsungen 1938–1943

## Zweckgemeinschaften
Als „Zweckgemeinschaften“ waren dem Deutschbund u. a. angegliedert:
- Teut-Stiftung und Bundesrassenamt[10]
- Deutsche Heimatschule Bad Berka und ab 1931 Altenburg[11]
- Deutschvölkische Hauptstelle
- Deutsche Kunstgesellschaft
- Deutschchristliche Arbeitsgemeinschaft
- Deutschvölkischer Schriftstellerverband
- Adolf-Bartels-Stiftung (später: Bartelsbundkorrespondenz)
- Arbeitsamt für das Deutschtum des Auslands
- Deutschbund-Gemeinde „Hermannsland“ in Detmold, unter Wilhelm Teudt